# Sidi Amar
Sidi Amar (em árabe: سيدي عمار) é uma comuna localizada na província de Annaba, no extremo leste da Argélia. Sua população era de 83 254 habitantes, em 2008.